# Börse Frankfurt

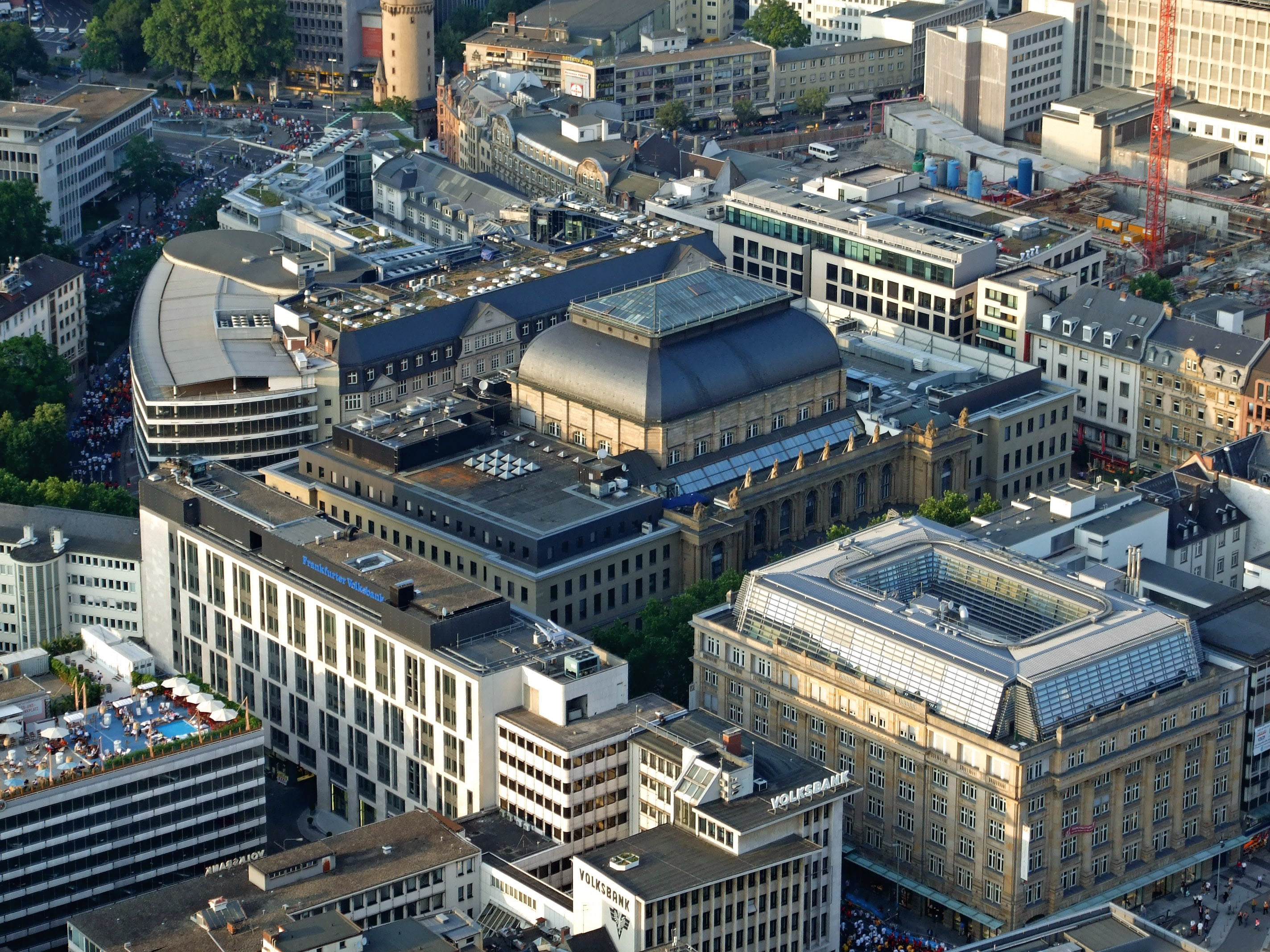
Frankfurtbörsen.

Börse Frankfurt, tidigare Frankfurter Wertpapierbörse; på svenska ofta Frankfurtbörsen, är en aktiebörs i Frankfurt am Main i Tyskland som upprättades 1681. Den är en av de största aktiebörserna i världen.

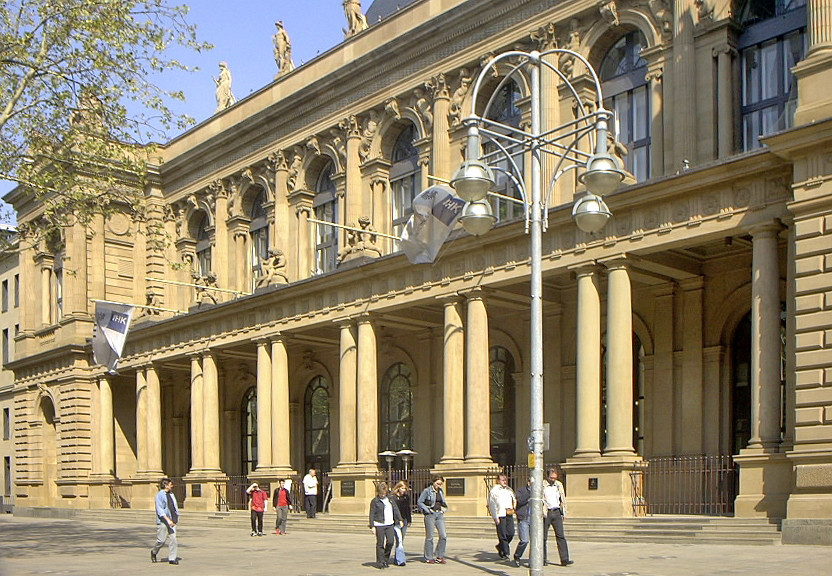
Börsbyggnadens huvudfasad.